# Español Foot-Ball Club (Cadis)
L'Español Foot-Ball Club, també anomenat Español de Cádiz, fou un club de futbol andalús de la ciutat de Cadis.
El club va ser fundat el 14 de gener de 1911 per Emilio León, qui fou primer president. Era el club representant del Real Club de Tiro Nacional.
Inicialment vestia samarreta vermella i negra. Va jugar a uns terrenys del Tiro Nacional conegut amb el nom Campo de las Balas, inaugurat el 12 de març de 1911. Posteriorment es traslladà a l'Estadi Ana de Viya. Es dissolgué el 22 de juliol de 1928.
El club es proclamà campió del Campionat d'Andalusia la temporada 1915-16, fet que li permeté participar a la Copa d'Espanya 1916, tot i que no es va inscriure a la competició.

## Palmarès
- Campionat Regional Sud:
  - 1915-16
- Copa Centenario:
  - 1912-13, 1914-15